# Kopparverksområdet

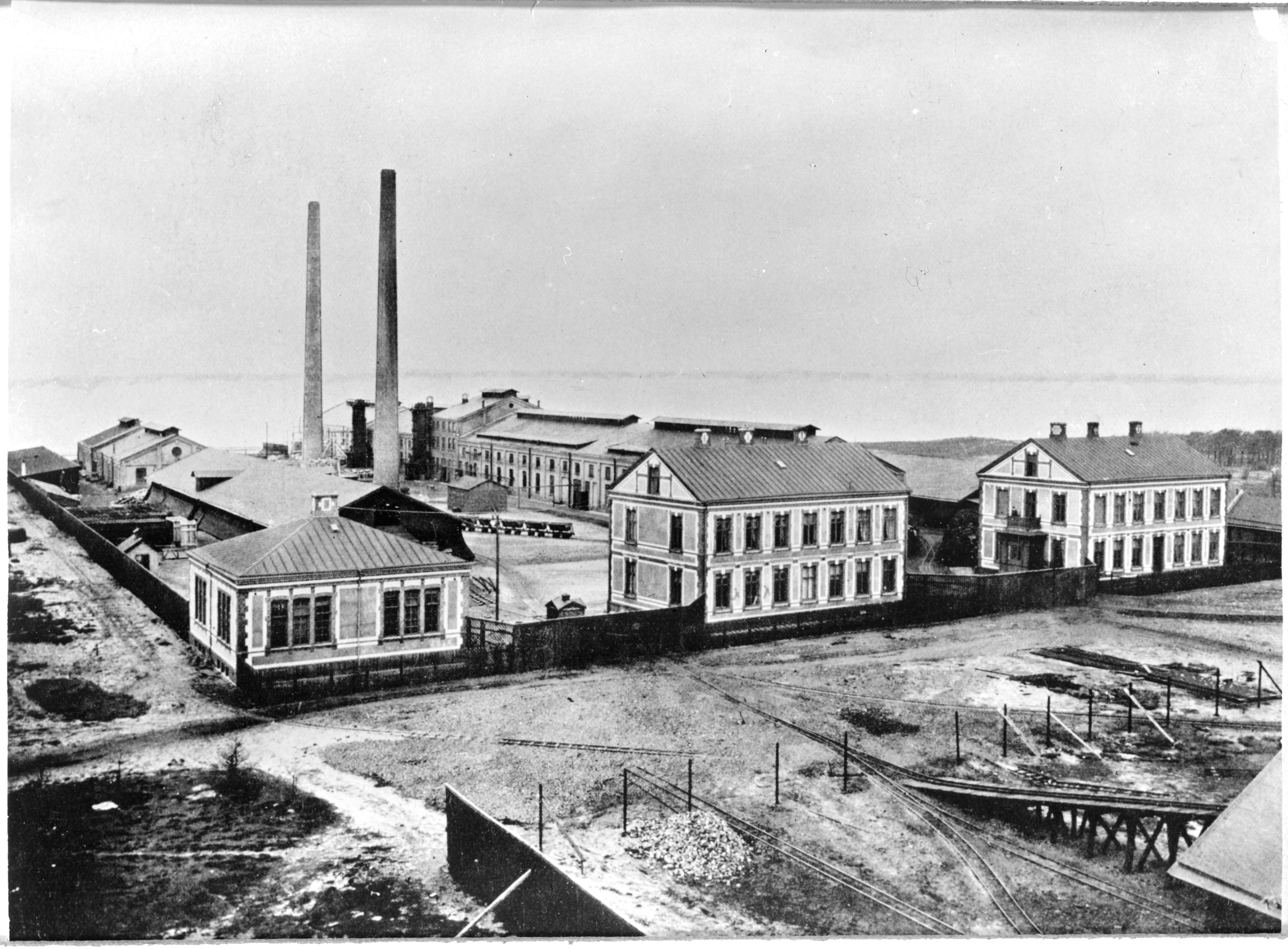
Helsingborgs kopparverk

Kopparverksområdet är ett fabriksområde i södra Helsingborg.
Kopparverksområdet tillkom på initiativ av fastighets- och industriägaren Nils Persson. För dennes företag Skånska Superfosfat- och Svafvelsyrefabriks AB på Söder fanns inte tillräckligt med tomtmark för expansion. Därför flyttades Helsingborgs kopparverk och tillverkningen av svavelsyra 1902 till södra delen av Planteringen. Anläggningen där öppnade 1902 och i nära anslutning anlades bostadsområdet Valhalla.
Utbyggnad med ett antal andra kemifabriker har skett över årens lopp av Skånska Superfosfat- och Svafvelsyrefabriks AB och dess efterträdare 1918-1963 Reymersholms Gamla Industri AB, 1963-1989 Boliden Kemi AB och från 1989 Kemira Kemi AB. 
Kopparverksområdet ägs och drivs idag av Kemira Kemi AB som en industripark genom biföretaget Ipos. Till verksamheten hör också den hamn för bulktransporter, Kopparverkshamnen, som anlades 1918-1919 i omedelbar anslutning till fabriksområdet, ursprungligen framför allt för införsel av apatitmalm från Sulitelma i Norge.

## Företag verksamma på Kopparverksområdet i urval
- Kemira Kemi
- Alufluor
- Ashland Svenska AB